# Ásgeir Ásgeirsson (Snookerspieler)
Ásgeir Ásgeirsson (* 18. Dezember 1972) ist ein isländischer Snookerspieler.

## Karriere
Bei der U21-Weltmeisterschaft 1993 erreichte Ásgeir Ásgeirsson das Achtelfinale und schied dort mit 0:5 gegen seinen Landsmann Jóhannes B. Jóhannesson aus. Bei der nordischen Meisterschaft schaffte er es 2000 und 2003 ins Viertelfinale. 2004 zog er ins Finale der isländischen Meisterschaft ein. Er verlor dort jedoch mit 1:9 gegen Brynjar Valdimarsson. Im folgenden Jahr gewann er durch einen 9:2-Finalsieg gegen Gunnar Hreiðarsson den Titel.

## Erfolge

### Finalteilnahmen
| Ausgang         | Jahr | Turnier                   | Finalgegner          | Ergebnis |
| --------------- | ---- | ------------------------- | -------------------- | -------- |
| Amateurturniere |      |                           |                      |          |
| Zweiter         | 2004 | Isländische Meisterschaft | Brynjar Valdimarsson | 1:9      |
| Sieger          | 2005 | Isländische Meisterschaft | Gunnar Hreiðarsson   | 9:2      |